# Oullim Motors
Oullim Motors – były południowokoreański producent supersamochodów z siedzibą w Seulu działający w latach 1997–2017.

## Historia
Przedsiębiorstwo Proto Motors zostało założone pod koniec lat 90. z inicjatywy projektanta SsangYong Motor, który chciał zrealizować projekt pierwszego w historii południowokoreańskiej motoryzacji supersamochodu. Pierwszy prototyp pod nazwą Proto PS-II przedstawiono w 2001 roku, z kolei seryjny model Proto Spirra miał swoją premierę w 2002 roku podczas Seoul Motor Show.
W 2006 roku nazwa przedsiębiorstwa zmieniła się na Oullim Motors, a dwa lata później podczas 2008 Beijing Auto Show przedstawiono gruntownie zmodernizowaną, produkcyjną wersję supersamochodu pod nową nazwą – Oullim Spirra. W 2011 roku z kolei producent przedstawił wariant o napędzie elektrycznym.
Po trwającej 9 lat produkcji Oullima Spirry zakończyła się w 2017 roku, po czym samochód zniknął z rynku, a wraz z nim – Oullim Motors zakończyło działalność rynkową.

## Modele samochodów

### Historyczne
- Spirra (2008–2017)
- Spirra EV (2011)

### Studyjne
- Proto PS-II (2001)
- Proto Spirra (2002)